# François Neuville
François Neuville (Mons-Crotteux, província de Lieja, 20 de novembre de 1912 - Dadizele, Moorslede, 12 d'abril de 1986) va ser un ciclista belga que fou professional entre 1935 i 1949. Durant la seva carrera esportiva aconseguí una quarantena de victòries, moltes d'elles en pista. En carretera destaquen la general de la Volta a Bèlgica de 1938 i una victòria d'etapa al Tour de França del mateix any.

## Palmarès
- 1938
  - 1r de la Volta a Bèlgica i vencedor d'una etapa
  - 1r a Hollogne-aux-Pierres
  - Vencedor d'una etapa al Tour de França
- 1939
  - Campió de VC Jameppe
- 1942
  - 1r del Circuit de França i vencedor d'una etapa
- 1943
  - Campió provincial de clubs
- 1946
  - 1r del Gran Premi de la Basse-Sambre
- 1947
  - Campió provincial de clubs
  - 1r del Critèrium de Namur

### Tour de França
- 1935. Abandona (9a etapa)
- 1936. 19è de la classificació general
- 1938. 17è de la classificació general i vencedor d'una etapa
- 1935. 27è de la classificació general